# Rensdyrjagt
Rensdyrjagt har sin oprindelse i slutningen af istiden, hvor den fandt sted i hele det nordlige Europa. I dag (under danske himmelstrøg) foregår kun på Grønland.

## Jagtens måde og forløb
Jagten er en pürschjagt, hvor man finder renen i fjeldet. Den foregår hen på efteråret, og slutter lige før vinteren for alvor sætter ind.
Jagten foregår med riffel, og der anvendes rifler med kalibre fra .243 og opefter.
Når renen er nedlagt, er det nødvendigt at "åbne" maveregionen på dyret, da maven danner gasser, der kan sprænge indvoldene og derved ødelægge kødet.
Dyret brækkes og bæres normalt tilbage til den ventende båd.